# Xã Nineveh, Quận Johnson, Indiana
Xã Nineveh (tiếng Anh: Nineveh Township) là một xã thuộc quận Johnson, tiểu bang Indiana, Hoa Kỳ. Năm 2010, dân số của xã này là 3.987 người.